# Lingua sami di Pite
La lingua sami di Pite è una lingua sami parlata in Svezia. 

## Distribuzione geografica
Secondo l'edizione 2009 di Ethnologue, nel 2000 si contavano 20 locutori di sami di Pite, nelle località di Arjeplog e Arvidsjaur lungo il corso del fiume Pite, nella Lapponia svedese. È considerata una lingua in via di estinzione.

## Alfabeto
L'alfabeto è così composto: Aa Áá Bb Dd Đđ Ee Ff Gg Hh Ii Jj Kk Ll Mm Nn Ŋŋ Oo Pp Rr Ss Tt Ŧŧ Uu Vv Yy Åå Ää.